# 2-metil-2-propanolo
Il 2-metil-2-propanolo, noto anche come alcol t-butilico (leggi: alcol terziar-butilico) è un alcol.
A temperatura ambiente è un solido deliquescente (fonde a 25 °C) incolore dall'odore simile a quello della canfora. Si scioglie facilmente sia in acqua che nei più comuni solventi organici polari (acetone, etere etilico), è invece insolubile nei solventi apolari (toluene, esano).
Si ottiene per idratazione dell'isobutene in presenza di acido solforico, che funge da catalizzatore. L'isobutene somma uno ione H+ liberato dall'acido e forma un carbocatione terziario, la cui carica elettrica positiva, che risiede sull'atomo di carbonio centrale, è stabilizzata per iperconiugazione dai tre gruppi metile vicini. Una molecola di acqua si somma quindi al catione e per espulsione di uno ione H+ si forma l'alcol t-butilico.
l'orientamento della reazione segue la regola di Markovnikov, pertanto non si formano quantità apprezzabili dell'isomero 2-metil-1-propanolo.
Trova impiego come additivo nei carburanti e come intermedio nella sintesi di t-butileteri, t-butilesteri e t-butilfenoli, questi ultimi formano una ampia classe di antiossidanti. In sintesi chimica viene inoltre usato per allontanare in maniera sicura scarti di potassio metallico, che reagiscono con l'alcol t-butilico formando il corrispondente sale potassico, il t-butilato di potassio.